# Динаты
Динаты (греч.  δυνατοί — «сильные», от dynatós — «могущественный») — византийский термин, впервые появившийся в отношении ветеранов войн IX века, но упоминающийся главным образом в законодательных документах X века.
Точного определения термина «динаты» в современной византинистике так и не дано: оно является предметом научных дискуссий. Первые упоминания о динатах относятся к IX веку: так называли проявивших себя в войнах, которые вёл император Лев III, ветеранов, тем или иным способом наделявшихся землями в фемах Малой Азии, после запустения VII—VIII веков начавшими к IX веку вновь приносить существенный доход. Обзаведясь землёй, такие феодалы постепенно расширяли свои владения, захватывая участки свободных крестьян и заставляя платить им оброк. К середине X века динаты занимали фактически все высшие административные и военные посты в структуре управления византийской Малой Азией.
Принято считать, что в большинстве случаев словом «динаты» называли именно крупных феодалов-военачальников, хотя к динатам могли относиться и гражданские и церковные чиновники, в том числе настоятели монастырей. В советских работах под динатами, как правило, понимался господствующий слой византийского общества. Многие учёные считают динатами крупных и богатых землевладельцев, тогда как, например, французский учёный-византинист Поль Лемерль указывал, что для принадлежности к динатам необходимо было в первую очередь обладать значительной духовной и светской властью, тогда как владение большим или вообще каким-либо количеством земли или имущества не являлось определяющим фактором.
Попытки динатов в IX веке подчинить себе свободное крестьянство малоазийских фем Византии стало одной из причин восстания против императорской власти под руководством Фомы Славянина (821—825). Впоследствии данный термин применялся и к крупным феодалам европейских провинций. Наибольшего влияния динаты достигли при династии Палеологов (1261—1453) — одновременно со снижением авторитета центральных властей.